# Summer of 84
Summer of 84 és una pel·lícula de terror adolescent del 2018 dirigida per François Simard, Anouk Whissell i Yoann-Karl Whissell i escrita per Matt Leslie i Stephen J. .Smith. La pel·lícula és protagonitzada per Graham Verchere, Judah Lewis, Caleb Emery, Cory Grüter-Andrew, Tiera Skovbye i Rich Sommer.
La pel·lícula es va estrenar al Festival de Cinema de Sundance el 22 de gener de 2018. Va rebre una estrena limitada a les sales als Estats Units el 10 d'agost de 2018 per Gunpowder & Sky. Va rebre ressenyes positives de la crítica, i molts van elogiar les actuacions, la direcció, l'actuació, l'humor negre i el guió, i molts la van qualificar com una de les millors pel·lícules de terror del 2018.

## Argument
Durant la dècada prèvia a l'estiu de 1984, un total de tretze nois adolescents van desaparèixer a Cape May, Oregon, però les seves desaparicions mai s'han relacionat.
Quan comença l'estiu, Davey Armstrong, de quinze anys, que treballa en una ruta de paper, al principi gaudeix d'una diversió sense preocupacions amb els seus amics, Dale "Woody" Woodworth, Curtis Farraday i Tommy "Eats" Eaton. Passen el seu temps ociós en una casa de l'arbre a la propietat d'Eats, que adverteix que corre el perill de ser enderrocada pel seu pare bel·ligerant. Sovint fan fantasia amb una veïna gran atractiva, Nikki, que abans havia estat la mainadera de Davey quan era més jove.
Quan un diari local rep una carta anònima d'algú que reivindica la responsabilitat dels assassinats dels nois, Davey sospita que el seu veí Wayne Mackey, un popular oficial de policia de la seva ciutat natal d'Ipswich, és el Cap May Slayer. Els amics de Davey rebutgen aquesta teoria, a causa de la reputació de Davey per les teories de la conspiració i les llegendes urbanes. No obstant això, quan Davey havia vist dins de la casa de Mackey la part posterior d'un cartró de llet dies després, van acceptar ajudar-lo a investigar. Paral·lelament, Nikki comença a visitar Davey, confiant-li que els seus pares s'estan divorciant i que ella abandonarà el barri, i els seus sentiments contradictoris sobre aquest gran canvi.
Els nois documenten la rutina diària d'en Mackey i descobreixen moltes activitats sospitoses: en Mackey compra regularment eines de jardineria i bosses de terra, porta una bossa de lona a la feina cada dia i fa córrer a la nit. Una nit, Mackey veu que Davey planta un walkie-talkie fora de la seva finestra, deixant a Davey preocupat perquè s'està tornant sospitós. En Woody i en Farraday descobreixen més tard un segon vehicle i recipients d'hidròxid de sodi a la sala d'emmagatzematge d'en Mackey, i en Davey i Eats descobreixen la samarreta tacada de sang del nen desaparegut al cobert del jardí de Mackey. Presenten les seves proves als pares de Davey, que estan indignats amb els nois, qualificant la seva investigació de vandalisme. El senyor Armstrong porta els nois a casa de Mackey i els fa demanar disculpes. Mackey no expressa ressentiments, però Davey està aterrat.
L'endemà, Mackey visita la casa d'en Davey i, havent dit que el nen que va visitar la seva casa era el seu nebot, intenta trucar al seu nebot com a prova de la seva innocència, però la trucada no és contestada. En Davey descobreix que Mackey va marcar el seu propi número de telèfon. L'endemà, un sospitós és arrestat en el cas Cap May Slayer, amb Mackey com oficial de detenció. Disgustat, Davey fa plans per entrar a casa de Mackey durant el Festival de Cape May. Farraday, que assisteix al festival com a guaita, descobreix que les bosses de terra es van comprar per a un projecte d'embelliment de la ciutat, i ell i Eats abandonen els seus llocs.
Davey, Woody i Nikki entren a casa de Mackey amb la càmera de vídeo del Sr. Armstrong i exploren una habitació tancada al soterrani, decorada per assemblar-se a l'habitació de la infància de Mackey. Entren al bany i queden horroritzats al trobar el cadàver dessecat del nen desaparegut a la banyera, juntament amb un segrestat recent que encara viu. Mentre escapen de la casa, veuen una paret de fotografies emmarcades i s'adonen que són els nens desapareguts, inclosa una foto de Davey amb la seva família que indica que Davey serà el seu proper objectiu. Presenten les seves imatges al Departament de Policia d'Ipswich, que va emetre un APB sobre Mackey, marcant-lo com a criminal buscat. Els pares de Davey demanen disculpes al seu fill per no creure'l.
Mackey, amagat en secret a l'àtic d'en Davey, segresta Davey i Woody enmig de la nit i els abandona al seu creuer en una illa alta mar, anunciant que jugaran una partida de caça humana. Els nois fugen al desert mentre Mackey els persegueix, però ensopeguen en un abocador de cadàvers. Mackey talla la cama d'en Davey abans de tallar la gola de Woody. Acorrala en Davey però decideix estalviar-lo per deixar-lo paranoic i constantment amb por del seu retorn.
Rescatat i tornat a la vida diària després d'una estada a l'hospital, Davey traça la seva ruta de repartidor de diaris del matí: passar casa adjudicada de Woody; veure a la Nikki acomiadar-se d'ell mentre el seu pare de custòdia l'allunya a causa de l'amenaça de Mackey; trobant-se a Eats i Farraday arruïnant la casa de l'arbre ara enderrocada, tots dos evitant la seva mirada mentre estan traumatitzats per la mort d'en Woody; i la casa de Mackey, arrebossada amb cinta policial. Desplega un diari, el titular anuncia que el Cape May Slayer encara està en llibertat.

## Repartiment
- Graham Verchere com a Davey Armstrong
- Judah Lewis com Tommy "Eats" Eaton
- Caleb Emery com a Dale "Woody" Woodworth
- Cory Grüter-Andrew com Curtis Farraday
- Tiera Skovbye com a Nikki Kaszuba
- Rich Sommer com a Wayne Mackey
- Jason Gray-Stanford com a Randall Armstrong
- Shauna Johannesen com Sheila Armstrong
- William MacDonald com el xèrif Caldwell
- Harrison Houde com a Bobby Coker
- Susie Castillo com a Brenda Woodworth
- J. Alex Brinson com a oficial Cole
- Mark Brandon com a presentador de notícies locals

## Producció

### Escriptura i desenvolupament
L'octubre de 2021, els guionistes Matthew Leslie i Stephen J Smith van aparèixer a The Ghost of Hollywood, on comentarien detalladament el seu treball a Summer of '84, inclòs que el seu guió ja estava adjunt a RKSS el 2015, abans de l'estrena de Stranger Things, que mai hi ha hagut plans per a una seqüela de pel·lícula i que el pressupost de la pel·lícula va ser d'aproximadament 1,5 milions de dòlars.
El guió va guanyar un lloc a Blood List de 2016.

### Rodatge
La fotografia principal es va fer durant el juliol de 2017 a Vancouver. a pel·lícula es va rodar amb una càmera Red Digital amb lent anamòrfica.

## Estrena
La pel·lícula es va estrenar al Festival de Cinema de Sundance el 22 de gener de 2018.. Va ser llançat com a projeccions de mitjanit de forma limitada cinemes als Estats Units des del 10 d'agost de 2018, de Gunpowder & Sky, seguit poc després per VOD i emissió com a un Shudder exclusiu a l'octubre de 2018. Tenia ofertes de distribució a tot el món.

## Recepció
Al lloc web de l'agregador de ressenyes Rotten Tomatoes, la pel·lícula té una puntuació d'aprovació del 72 % basada en 64 ressenyes, amb una puntuació mitjana de 6,4/10. El consens dels crítics del lloc web diu, "Summer of 84 pateix una dependència excessiva de la nostàlgia de la seva dècada titular, però una sèrie de sacsejades efectives encara poden satisfer els entusiastes del gènere." Metacritic, que utilitza una mitjana ponderada, va assignar a la pel·lícula una puntuació de 56 sobre 100, basada en 8 crítics, indicant " ressenyes mixtes o mitjanes.
El Movie Emporium de JoBlo.com va anomenar el final "un resum inspirat" i li va puntuar 8/10. Fred Topel de Bloody Disgusting va dir que "va arribar al punt dolç per a mi" i va expressar una necessitat per "parlar-ne excessivament". Film Threat va dir que "et va enderrocar en una falsa sensació de seguretat i banalitat abans de colpejar-te amb un final esgarrifós i fosc. No us decebrà." Daily Dead va trobar "tot i que la història triga una mica massa a fer que les coses es moguin, això només sóc jo que estic parlant de la grandesa que és Summer of 84." JR Kinnard de PopMatters va dir que es tractava d'un "clàssic de pacotilla que farà que els cinemes de mitjanit se sacsegin absolutament".
Variety va trobar la pel·lícula "ni prou divertida ni aterridora com per deixar una impressió duradora" i "més lentament del necessari, i aquells que busquen contingut de terror trobaran la recompensa decepcionant després d'un període prolongat, una acumulació suau" i que "el progrés pausat no està justificat per cap subtrama ben desenvolupada, o per molt de suspens; mai hi ha dubte de qui és l'autor, i a part d'un parell de ensurts de salt de bandera falsa, un petit perill real a la superfície fins bastant tard."La ressenya va assenyalar que no estava clar si el guió de Matt Leslie i Stephen J. Smith estava pensat "per ser interpretat com a sàtira, el thriller directe o una barreja d'ambdós". Collider la va puntuar "F" sense notes positives.
La pel·lícula va guanyar el millor guió per Matt Leslie i Stephen J. Smith al festival Cinepocalypse de Chicago.
Va crear popularitat en el circuit de festivals de terror als Estats Units i internacionalment, incloses les projeccions destacades o del dia d'estrena al FanTasia (Montreal) FrightFest (London), LI Festival Internacional de Cinema Fantàstic de Catalunya, /Slash Filmfest (Àustria), i Hard:Line Film Festival (Alemanya). Va rebre nominacions al Premi del Jurat al Festival de Molins a Millor director, millor pel·lícula i millor Guió.
Summer of 84 es va incloure en diverses llistes publicades de les millors pel·lícules de l'any amb aspectes destacats: "Les 19 millors pel·lícules de terror del 2018" de BuzzFeed News, "Les deu millors pel·lícules de terror del 2018" de LA Weekly, "Les millors pel·lícules de terror del 2018" de Thrillist, "Les pel·lícules més espantoses del 2018" de Esquire "The Scariest Movies of 2018", "Les millors pel·lícules de terror del 2018 de Josh Millican" de Dread Central, Horror News Network Top 18 Horror Films of 2018, "Les 10 millors pel·lícules de terror del 2018" de The Ringer, i les "25 millors pel·lícules de terror preferides del 2018" de PopHorror (8/25). Està catalogat com una de les "Millors pel·lícules de terror del 2018" de Rotten Tomatoes i "140 Best 2010s Horror Movies".
Quatre anys després del seu llançament, Collider la va incloure com "un element essencial per a qualsevol llista de pel·lícules de terror d'estiu", Game Rant a va recomanar com una de les 5 grans pel·lícules de terror per veure a l'estiu, i /Film suggereix que el seu canvi de to fosc ajuda a "distingir-se de diverses altres atraccions de terror nostàlgiques".
Summer of 84 va ser exposada a la plataforma streaming de terror Shudder, la segona estrena de pel·lícula més gran del 2018, només al final de Mandy. Va ser nominat per als 45ns Premis Saturn a la  Millor estrena de pel·lícula independent. El cartell de la pel·lícula es va incloure com un dels "24 millors pòsters de pel·lícules del 2018" de Rotten Tomatoes.